# Jan Blokhuijsen
Jan Blokhuijsen (ur. 1 kwietnia 1989 w Langedijk) – holenderski łyżwiarz szybki, trzykrotny medalista olimpijski, wielokrotny medalista mistrzostw świata i Europy.

## Kariera
Pierwszy sukces w karierze Jan Blokhuijsen osiągnął podczas mistrzostw świata juniorów w Innsbrucku, gdzie zwyciężył w biegu drużynowym. Wynik ten powtórzył na rozgrywanych rok później mistrzostwach świata juniorów w Changchun, gdzie był też najlepszy w wieloboju. W 2010 roku wziął udział w igrzyskach olimpijskich w Vancouver, gdzie wspólnie ze Svenem Kramerem, Markiem Tuitertem i Simonem Kuipersem zdobył brązowy medal w drużynie. Był też dziewiąty w biegu na 5000 m. Na rozgrywanych rok później wielobojowych mistrzostwach świata w Calgary był trzeci za Rosjaninem Iwanem Skobriewem i Håvardem Bøkko z Norwegii. W tym samym roku zdobył też srebrny medal na mistrzostwach Europy w Collalbo oraz brązowy w biegu drużynowym podczas mistrzostw świata na dystansach w Inzell. Kolejne trzy medale zdobył w 2012 roku. Najpierw zajął drugie miejsce na mistrzostwach Europy w Budapeszcie, następnie był drugi podczas wielobojowych mistrzostw świata w Moskwie, a na koniec zdobył złoty medal w biegu drużynowym na dystansowych mistrzostwach świata w Heerenveen. Złoto w sztafecie zdobył także na mistrzostwach świata w Soczi w 2013 roku, a podczas mistrzostw Europy w Heerenveen był drugi za Svenem Kramerem. Igrzyska w Soczi w 2014 roku przyniosły mu dwa kolejne medale olimpijskie: złoto w biegu drużynowym i srebro na dystansie 5000 m. W drużynie wystąpili obok niego Sven Kramer i Koen Verweij. W tym też roku Blokhuijsen zajął drugie miejsce na wielobojowych mistrzostwach świata w Heerenveen, ulegając tylko Verweijowi, oraz zwyciężył podczas mistrzostw Europy w Hamar. Na dystansowych mistrzostwach świata w Kołomnie w 2016 roku i rozgrywanych rok później mistrzostwach świata w Gangneung zdobywał złote medale w biegu drużynowym. Równocześnie zdobywał brązowe medale w wieloboju na MŚ w Berlinie i MŚ w Hamar.
Kilkakrotnie stawał na podium zawodów Pucharu Świata, ale nie odniósł żadnego zwycięstwa. Nigdy też nie stał na podium klasyfikacji końcowej.
Ustanowił dwa rekordy świata.